# Іванова Людмила Георгіївна
Людмила Георгіївна Іванова, у шлюбі Ткаченко (нар. 2 грудня 1978 р.) — колишня українська фігуристка. 
Почала з'являтися у дорослих міжнародних змаганнях у віці 14 років. Посіла 15-е місце на чемпіонаті Європи 1994 року, а потім представляла Україну на зимових Олімпійських іграх 1994 року, фінішувавши 22-ю. Також Іванова продовжила змагання серед юніорів та посіла десяте місце на чемпіонаті світу серед юніорів 1996 року. Після тренування в Маріуполі вона переїхала до Миколаєва у 2014 році.

## Основні досягнення
| Міжнародні                    | Міжнародні | Міжнародні | Міжнародні | Міжнародні |
| Подія                         | 1992–93    | 1993–94    | 1994–95    | 1995–96    |
| ----------------------------- | ---------- | ---------- | ---------- | ---------- |
| Зимові Олімпійські ігри       |            | 22-га      |            |            |
| Чемпіонат світу               |            | 17-а       |            |            |
| Чемпіонат Європи              |            | 15-а       | WD         | 24-а       |
| Trophée de France             |            | 10-а       | 9-а        |            |
| NHK Trophy                    | 13-а       | 6-а        | 11-а       |            |
| Skate America                 |            |            | 5-а        |            |
| Nebelhorn Trophy              |            | 3-а        |            |            |
| Міжнародні: Юніор             |            |            |            |            |
| Чемпіонат світу серед юніорів |            |            |            | 10-а       |
| Національні                   |            |            |            |            |
| Чемпіонат України             | 2-а        | 3-я        |            | 2-а        |
| WD: Вилучено                  |            |            |            |            |